# Swiss League 2022/23
Die Spielzeit 2022/23 war die 76. reguläre Austragung der zweiten Spielklasse im Schweizer Eishockeysport. Es war die erste Saison, die von der eigenständigen Swiss League AG ausgerichtet wurde. Neu dabei war der EHC Basel als Aufsteiger aus der MySports League. Da mit dem EHC Kloten (Aufstieg) und der EVZ Academy (Rückzug) zwei Teams aus der Vorsaison nicht mehr dabei waren, umfasste die Liga nurmehr 10 Teams.

## Teilnehmer
| Team                 | Standort          | Eishalle                 | Kapazität |
| -------------------- | ----------------- | ------------------------ | --------- |
| EHC Basel            | Basel             | St. Jakob-Arena          | 6'612     |
| HC La Chaux-de-Fonds | La Chaux-de-Fonds | Patinoire des Mélèzes    | 7’200     |
| GCK Lions            | Küsnacht          | Kunsteisbahn Oerlikon    | 2’800     |
| SC Langenthal        | Langenthal        | Eishalle Schoren         | 4’320     |
| EHC Olten            | Olten             | Eisbahn Kleinholz        | 5'384     |
| HC Sierre            | Sierre            | Eishalle Graben          | 4'500     |
| HC Thurgau           | Weinfelden        | Eishalle Güttingersreuti | 3’100     |
| EHC Visp             | Visp              | Lonza Arena              | 5’150     |
| EHC Winterthur       | Winterthur        | Zielbau Arena            | 2’496     |
| HCB Ticino Rockets   | Biasca            | Raiffeisen BiascArena    | 3’800     |

## Qualifikation

### Tabelle
Abkürzungen: S = Siege, N = Niederlagen, SNV = Siege nach Verlängerung NNV = Niederlagen nach Verlängerung, SNP = Siege nach Penaltyschiessen, NNP = Niederlagen Penaltyschiessen, TVH = Torverhältnis, P/Sp = Punkte pro Spiel

Erläuterungen: Playoffs Saisonende
| Rang | Team                 | GP | S  | SNV | SNP | NNP | NNV | N  | Tore    | TVH | Punkte | P/SP  |
| ---- | -------------------- | -- | -- | --- | --- | --- | --- | -- | ------- | --- | ------ | ----- |
| 01.  | HC La Chaux-de-Fonds | 45 | 30 | 4   | 2   | 1   | 2   | 6  | 205:102 | 103 | 105    | 2.333 |
| 02.  | EHC Olten            | 45 | 31 | 0   | 3   | 2   | 1   | 8  | 169:99  | 70  | 102    | 2.267 |
| 03.  | GCK Lions            | 45 | 19 | 3   | 3   | 2   | 3   | 15 | 150:133 | 17  | 74     | 1.644 |
| 04.  | EHC Visp             | 45 | 21 | 2   | 1   | 2   | 1   | 18 | 147:141 | 6   | 72     | 1.600 |
| 05.  | HC Thurgau           | 45 | 18 | 3   | 5   | 1   | 1   | 17 | 115:125 | –10 | 72     | 1.600 |
| 06.  | EHC Basel            | 45 | 19 | 4   | 0   | 1   | 3   | 18 | 137:125 | 12  | 69     | 1.533 |
| 07.  | SC Langenthal        | 45 | 18 | 3   | 0   | 3   | 4   | 17 | 147:154 | –7  | 67     | 1.489 |
| 08.  | HC Sierre            | 45 | 16 | 4   | 1   | 1   | 2   | 21 | 142:159 | –17 | 61     | 1.356 |
| 9.   | EHC Winterthur       | 45 | 6  | 1   | 1   | 2   | 3   | 32 | 105:190 | –85 | 27     | 0.600 |
| 10.  | HCB Ticino Rockets   | 45 | 6  | 0   | 1   | 2   | 4   | 32 | 95:206  | –89 | 26     | 0.578 |

#### Topscorer
| Spieler            | Mannschaft                            | Sp | T  | V  | P  | SM | +/− |
| ------------------ | ------------------------------------- | -- | -- | -- | -- | -- | --- |
| Toms Andersons     | HC La Chaux-de-Fonds                  | 45 | 18 | 47 | 65 | 20 | +27 |
| Oliver Achermann   | HC La Chaux-de-Fonds                  | 38 | 33 | 27 | 60 | 8  | +35 |
| Arnaud Montandon   | HC Sierre                             | 45 | 25 | 35 | 60 | 30 | +2  |
| Sean Collins       | EHC Olten                             | 44 | 27 | 30 | 57 | 24 | +38 |
| Jakob Stukel       | EHC Basel                             | 45 | 29 | 25 | 54 | 30 | +15 |
| Felix Scheel       | EHC Visp                              | 42 | 18 | 35 | 53 | 41 | −2  |
| Haralds Egle       | SC Langenthal                         | 41 | 14 | 37 | 51 | 6  | +7  |
| Stanislav Horanský | EHC Olten                             | 33 | 17 | 32 | 49 | 24 | +30 |
| Matt Wilkins       | EHC Winterthur / HC La Chaux-de-Fonds | 43 | 17 | 31 | 48 | 36 | −16 |
| Kay Schweri        | HC La Chaux-de-Fonds                  | 44 | 9  | 39 | 48 | 4  | +21 |

### Torhüter
| Spieler         | Mannschaft           | Spiele | GAA  | Fangquote |
| --------------- | -------------------- | ------ | ---- | --------- |
| Viktor Östlund  | HC La Chaux-de-Fonds | 33     | 1.89 | 93.32     |
| Lucas Rötheli   | EHC Olten            | 26     | 2.04 | 91.39     |
| Andri Henauer   | EHC Basel            | 27     | 2.33 | 93.49     |
| Bryan Rüegger   | HC Thurgau           | 30     | 2.91 | 90.27     |
| Matteo Ritz     | EHC Visp             | 21     | 2.98 | 89.93     |
| Reto Lory       | EHC Visp             | 25     | 2.99 | 88.38     |
| Remo Giovannini | HC Sierre            | 36     | 3.13 | 91.56     |
| Robin Zumbühl   | GCK Lions            | 27     | 3.17 | 89.99     |
| Elien Paupe     | SC Langenthal        | 26     | 3.17 | 90.10     |
| Damian Stettler | SC Langenthal        | 22     | 3,36 | 89.72     |
| Timur Shiyanov  | EHC Winterthur       | 23     | 4.25 | 89.07     |

## Playoffs

### Playoffbaum
| Viertelfinal                                          | Viertelfinal                                          | Viertelfinal                                          |                                                       | Halbfinal                                             | Halbfinal                                             | Halbfinal                                             |   |                      | Final     | Final | Final |
|                                                       |                                                       |                                                       |                                                       |                                                       |                                                       |                                                       |   |                      |           |       |       |
| 1                                                     | HC La Chaux-de-Fonds                                  | 4                                                     |                                                       |                                                       |                                                       |                                                       |   |                      |           |       |       |
| 8                                                     | HC Sierre                                             | 1                                                     |                                                       |                                                       |                                                       |                                                       |   |                      |           |       |       |
|                                                       |                                                       |                                                       | 1                                                     | HC La Chaux-de-Fonds                                  | 4                                                     |                                                       |   |                      |           |       |       |
|                                                       |                                                       |                                                       | 5                                                     | HC Thurgau                                            | 1                                                     |                                                       |   |                      |           |       |       |
| 2                                                     | EHC Olten                                             | 4                                                     |                                                       |                                                       |                                                       |                                                       |   |                      |           |       |       |
| 7                                                     | SC Langenthal                                         | 1                                                     |                                                       |                                                       |                                                       |                                                       |   |                      |           |       |       |
| (Die Teams werden nach der ersten Runde neu gesetzt.) | (Die Teams werden nach der ersten Runde neu gesetzt.) | (Die Teams werden nach der ersten Runde neu gesetzt.) | (Die Teams werden nach der ersten Runde neu gesetzt.) | (Die Teams werden nach der ersten Runde neu gesetzt.) | (Die Teams werden nach der ersten Runde neu gesetzt.) | (Die Teams werden nach der ersten Runde neu gesetzt.) | 1 | HC La Chaux-de-Fonds | 4         |       |       |
| (Die Teams werden nach der ersten Runde neu gesetzt.) | (Die Teams werden nach der ersten Runde neu gesetzt.) | (Die Teams werden nach der ersten Runde neu gesetzt.) | (Die Teams werden nach der ersten Runde neu gesetzt.) | (Die Teams werden nach der ersten Runde neu gesetzt.) | (Die Teams werden nach der ersten Runde neu gesetzt.) | (Die Teams werden nach der ersten Runde neu gesetzt.) |   | 2                    | EHC Olten | 0     |       |
| 3                                                     | GCK Lions                                             | 4                                                     |                                                       |                                                       |                                                       |                                                       |   |                      |           |       |       |
| 6                                                     | EHC Basel                                             | 2                                                     |                                                       |                                                       |                                                       |                                                       |   |                      |           |       |       |
|                                                       |                                                       |                                                       | 2                                                     | EHC Olten                                             | 4                                                     |                                                       |   |                      |           |       |       |
|                                                       |                                                       |                                                       | 3                                                     | GCK Lions                                             | 1                                                     |                                                       |   |                      |           |       |       |
| 4                                                     | EHC Visp                                              | 2                                                     |                                                       |                                                       |                                                       |                                                       |   |                      |           |       |       |
| 5                                                     | HC Thurgau                                            | 4                                                     |                                                       |                                                       |                                                       |                                                       |   |                      |           |       |       |
|                                                       |                                                       |                                                       |                                                       |                                                       |                                                       |                                                       |   |                      |           |       |       |

### Viertelfinal
|                                  | Serie | 1   | 2         | 3   | 4   | 5         | 6         | 7   | [Q]   |
| -------------------------------- | ----- | --- | --------- | --- | --- | --------- | --------- | --- | ----- |
| HC La Chaux-de-Fonds – HC Sierre | 4:1   | 5:2 | 2:1 n. V. | 8:2 | 2:4 | 9:5       | -:-       | -:- | [-:-] |
| EHC Olten – SC Langenthal        | 4:1   | 2:5 | 3:2 n. V. | 4:1 | 5:2 | 5:2       | -:-       | -:- | [-:-] |
| GCK Lions – EHC Basel            | 4:2   | 3:1 | 1:6       | 1:2 | 4:3 | 4:3 n. V. | 5:4 n. V. | -:- | [-:-] |
| EHC Visp – HC Thurgau            | 2:4   | 3:4 | 4:1       | 5:2 | 1:2 | 1:5       | 0:5       | -:- | [-:-] |

### Halbfinal
|                                   | Serie | 1   | 2   | 3         | 4   | 5   | 6   | 7   | [Q]   |
| --------------------------------- | ----- | --- | --- | --------- | --- | --- | --- | --- | ----- |
| HC La Chaux-de-Fonds – HC Thurgau | 4:1   | 2:1 | 5:6 | 7:0       | 4:2 | 5:1 | -:- | -:- | [-:-] |
| EHC Olten – GCK Lions             | 4:1   | 4:3 | 3:2 | 5:4 n. V. | 3:4 | 2:0 | -:- | -:- | [-:-] |

### Final
| 15. 3. 2023 19:45 | HC La Chaux-de-Fonds Julien Privet (36:36) Sondre Olden (38:01) Toms Andersons (62:12) | 3:2 n. V. (0:1, 2:1, 0:0, 1:0) Spielbericht Stand: 1:0 | EHC Olten Dominic Weder (4:47) Luca Andrea De Nisco (28:20) | Patinoire des Mélèzes, La Chaux-de-Fonds Zuschauer: 5225 |

| 17. 3. 2023 19:45 | EHC Olten Timothy Kast (24:07) | 1:3 (0:0, 1:3, 0:0) Spielbericht Stand: 0:2 | HC La Chaux-de-Fonds Sondre Olden (28:39) Léonardo Fuhrer (34:38) Oliver Achermann (36:56) | Eisbahn Kleinholz, Olten Zuschauer: 5095 |

| 19. 3. 2023 17:00 | HC La Chaux-de-Fonds Sondre Olden (6:14) Oliver Achermann (51:03) Stefan Rüegsegger (65:10) | 3:2 n. V. (1:0, 0:1, 1:1, 1:0) Spielbericht Stand: 3:0 | EHC Olten Lukas Lhotak (34:33) Timothy Kast (59:17) | Patinoire des Mélèzes, La Chaux-de-Fonds Zuschauer: 5225 |

| 21. 3. 2023 19:45 | EHC Olten | 0:2 (0:1, 0:1, 0:0) Spielbericht Stand: 0:4 | HC La Chaux-de-Fonds Daniel Carbis (17:40) Loïc In-Albon (27:41) | Eisbahn Kleinholz, Olten Zuschauer: 4764 |

### Meistermannschaft des HC La Chaux-de-Fonds
| Swiss League Meister HC La Chaux-de-Fonds | Torhüter: Hugo Cerviño, Ethan Delley, Ewan Huet, Viktor Östlund Verteidiger: Axel Andersson, Darren Boss, Giancarlo Chanton, Gaël Christe, Karim Del Ponte, Thomas Devesvre, Colin Fontana, Damian Gehringer, Anthony Huguenin, Corentin Isler, Arnaud Jaquet, Lucas Matewa, Bastien Pouilly, Dario Sidler, Sandis Smons, Yanick Stampfli, Stefan Ulmer, Rémi Vogel, Maxime Wälti Angreifer: Oliver Achermann, Toms Andersons, Gaëtan Augsburger, Sebastian Bengtsson, Eliot Berthon, Daniel Carbis, Christophe Cavalleri, Jaison Dubois, David Eugster, Léonardo Fuhrer, Loïc In-Albon, Adrien Lauper, Tom Nappiot, Sondre Olden, Patrick Petrini, Julien Privet, Théo Rais, Stefan Rüegsegger, Kay Schweri, Kaj Suter, Kyle Topping, Olavi Vauhkonen, Ludovic Voirol, Matt Wilkins Cheftrainer: Louis Matte Assistenztrainer: Loïc Burkhalter |
| ----------------------------------------- | --- |